# Distretto di Djémila
Il distretto di Djémila è un distretto della provincia di Sétif, in Algeria.

## Comuni
Il distretto di Djémila comprende 4 comuni:
- Djémila
- Beni Fouda